# クローバーの国のアリス〜Wonderful Wonder World〜
『クローバーの国のアリス〜Wonderful Wonder World〜』（クローバーのくにのアリス ワンダフルワンダーワールド）は、2007年12月25日にQuinRoseから発売されたパソコン用恋愛アドベンチャーゲームで不思議の国のアリスをモチーフとした乙女ゲーム作品のシリーズ2作目。2007年2月14日に発売された『ハートの国のアリス〜Wonderful Wonder World〜』（ハートのくにのアリス ワンダフルワンダーワールド）の続編で、次作は『ジョーカーの国のアリス〜Wonderful Wonder World〜』（ジョーカーのくにのアリス ワンダフルワンダーワールド）。

## 概要
前作のハート同様、これまでのQuinRose作品とは別レーベル「QuinRose UnderGarden」制作の作品として発売されたが、スタッフはQuinRoseと共通。シミュレーション要素やRPG要素のない、ノベル形式アドベンチャーゲーム。シナリオは五月攻。原画は本作のPCまではひめりんご。これまでPS2（2010年4月15日発売 販売元:プロトタイプ）とPSP（2011年3月31日発売）に移植されたが、続編である『ダイヤの国のアリス』から原画を担当することになった藤丸豆ノ介によりイラストを一新され、『新装版クローバーの国のアリス』としてPSPで2014年12月18日にリニューアル版が発売された。
PC版では推奨動作環境のバグ問題でユーザーから多くの問い合わせを受け、公式サイトでパッチが提供されている。が、このパッチで修正してもスチルコンプ不可能・パソコン停止などのバグが一部に残り、2012年6月現在も、完成されたパッチの公開・配布には至っていない。

## ストーリー
前作『ハート』で、ある日突然にメルヘン調ながら物騒な異世界に引っ張り込まれてしまった主人公の少女―アリス＝リデル。本作はその異世界に残った主人公が、日々を過ごしていた所から始まる続編。住人全員と知り合って親しくはなったものの、特定の誰かとの恋愛には発展しないまま、主人公は物騒なハートの国に馴染みつつあった。ところがある日、主人公が目覚めると大規模な地殻変動―周囲の住人曰く“引っ越し”が起こって世界が回転した結果、これまで暮らしていたハートの国からは唐突に“遊園地”と“時計塔”が住人ごと消え、“森”と“クローバーの塔”に入れ替わった“クローバーの国”へと変化していた。

## 登場人物
一部キャラクターの詳細は、登場人物を参照。
アリス＝リデル (Alice Liddell)
声 - 釘宮理恵（劇場版アニメ・一部ドラマCDのみ）
年齢：特殊なので設定せず / 血液型：A型 / 身長：160cm前後
主人公。名前は変更可能。
やや勝気だが、根暗で卑屈なリアリスト。実姉―ロリーナを完璧視しており、複雑なコンプレックスを抱えている。『クローバー』では、留まった異世界の非常識には驚きながらも徐々に慣れ、楽しめるようになってきた。反面、心の奥ではロリーナを置いてこの世界を選んだことに大きな罪悪感を覚えており、その負い目から度々森などで1人になっては、感傷に耽るようになる。
背を覆う長いストレートヘアに青いエプロンドレス姿という従来の普段着に加え、本作では会合時は黒を基調としたドレスを正装として身に纏う。

### 主な役持ち
この世界において、顔がハッキリと誰にでも見え、高い戦闘力や身体能力・特殊技能を持つ、数少ない特権階級のキャラクター。皆フルネームとは別に通り名か、それに変わる役職名を持つ（詳しくは作中用語の項目参照）。
ブラッド＝デュプレ (Blood Dupre)
声 - 小西克幸
年齢：26～29歳（便宜上） / 血液型：B型（便宜上） / 身長：185～190cm
広大な領地を有するマフィア―“帽子屋”ファミリー（領土の項目参照）のボス。主人公の元恋人の家庭教師とそっくりの容姿だが、セクハラ発言の連発やその強引な性格など、内面的には大きく異なる。冷静沈着な策士だが、自分を楽しませてくれる物事や人物が好きで、退屈と面倒と「オレンジ色の食物」―にんじんやそれを使った料理が大嫌い。『クローバー』ではとにかく主人公が気になるらしく、勤務中の主人公にちょっかいを掛けては、自分の相手をさせようとする。
薔薇やトランプマークで、奇抜かつ派手に飾られた帽子がトレードマーク。帽子は『クローバー』の会合時にも、同デザインの色違いを被っており、薔薇のタイピンと共にお気に入り。主な武器は、薔薇付きのマシンガン。
エリオット＝マーチ (Elliot March)
声 - 最上嗣生
年齢：23～26歳（便宜上） / 血液型：A型（便宜上） / 身長：195～200cm
“三月ウサギ”の通り名を持つ、帽子屋ファミリーのNo.2。短気だがブラッドを盲目的に敬愛しており、その発言には絶対服従。双子の門番―ディーとダムの上司でありながら、保護者扱いされている。食事は常にほぼ大好きなにんじん料理やにんじん菓子のみ。『ハート』で主人公に気遣われたことで心酔してしまい、『クローバー』では子供かペットのように無邪気に主人公に抱き付くので、上司としての立場を下っ端である主人公に日々説かれている。
肩まで波打つオレンジ掛かった金髪からは、立派な黄茶のウサギ耳が生えている。会合時は黒いスーツにロングコート。
トゥイードル＝ディー、トゥイードル＝ダム (Tweedle Dee,Tweedle Dum)
声 - 福山潤（2役）
年齢：13～16歳（便宜上 / 子供時）、18～21歳（便宜上 / 大人時） / 血液型：AB型（便宜上） / 身長：155～160cm（子供時）、185～190cm（大人時）
“血まみれの双子（ブラッディ・ツインズ）”の二つ名を持つ、“帽子屋屋敷”（領土の項目参照）の雇われ門番達。子供特有の無邪気さと、相手を傷つけることに喜びを見出す残忍な性質を持つ。 『クローバー』では、時折大人に変身。その際は、青味掛かった黒髪をディーは伸ばして青い紐で結い、ダムは短くして前髪を赤と青のクロスにしたピンで留めている。白い縦縞の入った黒スーツの基本的なデザインはやはり揃えているものの、細部やネクタイの色だけでなく髪型でも、双子達の見分けが付かないのを気にする主人公のため、通常時より見分け易さを意識している。
青い服と瞳で休暇にこだわり、ハキハキ喋るのがディー。ピンクがかった赤い服と瞳でお金にこだわり、のんびりした口調なのがダム。
ビバルディ (Vivaldi)
声 - 甲斐田裕子
年齢：29～32歳（便宜上） / 血液型：B型（便宜上） / 身長：165～170cm
“ハートの城”（領土の項目参照）の艶やかな“ハートの女王”。斬首刑好きで気分屋、傍若無人でヒステリックな性格。『クローバー』で猫好きなのが発覚。それによりボリスには優しいが掃除屋の“眠りネズミ”―ピアスは大嫌いで、見ると激しく怯える。ブラッドが実弟であることを知る者はほぼ皆無ながら、大の紅茶派で、他の花は認めない程に赤い薔薇の生花を好むのは同じ。
左の口元に黒子、鎖骨の下に真っ赤なハートのタトゥーがあり、グラマー。会合では普段の真紅のドレスから一変、黒を基調としたタイトスカートのスーツ姿に、ソバージュヘアの髪を垂らしている。
ペーター＝ホワイト (Peter White)
声 - 宮田幸季
年齢：18～23歳（便宜上） / 血液型：A型（便宜上） / 身長：175～180cm
ハートの城の宰相を務める“白ウサギ”。主人公を異世界に誘拐したストーカーで、周囲には「電波ウサギ」とよく言われている。根は無垢で主人公の幸せだけを願っているが、『クローバー』以降は自分達の世界に主人公が残ってくれたことに喜びを感じる反面、独占欲が芽生えつつある。
何かというと、チェーンでたすき掛けにした大きな金時計を拳銃にしては連射する。丸眼鏡を常用。会合時は黒いスーツで正装しているが、金時計の文字盤も花柄になっている。
エース (Ace)
声 - 平川大輔
年齢：23～26歳（便宜上） / 血液型：O型（便宜上） / 身長：185～190cm
ハートの城の軍事責任者で、“ハートの騎士”。だが、自室に辿り着くのも難しいほどの迷子癖があり、常時テント生活。鍛錬と称し、出会うたびに双子と戦っては負けなしの、剣技の持ち主。『クローバー』では親友の“時計屋”―ユリウスが弾かれて別れ別れになったため、少々不安定。ここでは一応ビバルディの部下を名乗っているが、早くユリウスの元に戻りたいらしく、よく主人公同様に扉の声に惑わされる。
常に携帯しているのはハート柄の金色の鞘に収めた大剣。会合時の服装が黒のダブルのスーツの上に赤いロングコートと、唯一普段の赤いロングコート姿とあまり変わり映えがないキャラクター。
ボリス＝エレイ (Boris Airay)
声 - 杉山紀彰
年齢：16～19歳（便宜上） / 血液型：B型（便宜上） / 身長：170～175cm
“遊園地”（領土の項目参照）の元居候の“チェシャ猫”。ほぼ人型の見た目だが性格は猫寄りなため、今作から登場した“眠りネズミ”―ピアスには食欲や嗜虐心を大いに刺激され、よくナイフとフォークを手に追い掛け回している。 物事に固執しない性格から、引っ越しの度に方々に弾かれており、『クローバー』では“森”（領土の項目参照）に住む。が、扉を媒介に空間の切り貼りが出来る能力により、どこに滞在してもお気に入りの遊園地の自室に繋いで生活している。
髪・耳・尻尾、さらにはお気に入りのファーや愛用のハンドガンに至るまでショッキングピンクだったが、会合時は黒のスーツとファー。
ナイトメア＝ゴットシャルク (Nightmare Gottschalk)
声 - 杉田智和
年齢：25～28歳（便宜上） / 血液型：B型（便宜上） / 身長：175～180cm
“クローバーの塔”（領土の項目参照）の領主にして、“夢魔”。『ハート』『アニバーサリー』では“クローバーの国”より逃走して“ハートの国”の住人達の夢に閉じこもっていたが、グレイによって夢から引き摺り出されてしまい、引っ越して来た主人公と現実の“クローバーの国”での再会を果たす。しかし地位の高さに反した子供っぽい我儘や逃亡、“会合”（作中用語の項目参照）のグダグダな主催振りで周囲を日々困らせている。冒頭での主人公の滞在地選択を時計塔にした場合、滞在地が引っ越しで消えて途方に暮れる主人公に、新たな滞在場所と自分の補佐という仕事を与えてくれたものの、『恋愛はコリゴリ』が信条の主人公に『自分と結婚すればその必要はなくなる』と結婚も持ち掛けてくるようになる。
夢の時とは変わり、『クローバー』ではフリルのあるブラウスに、金縁のモノトーンのスーツを常用。
グレイ＝リングマーク (Gray Ringmarc)
声 - 中井和哉
年齢：28～31歳（便宜上） / 血液型：A型（便宜上） / 身長：185～190cm
“トカゲ”の通り名を持つ、クローバーの塔のナイトメアの補佐官。上司がサボった業務の代行や護衛に留まらず、日常生活の面倒も率先して看ている世話焼きさから、主人公には「お父さん・お母さん」みたいだと言われている。元はナイトメアを暗殺しようと周囲をうろつく内、そのままそれが定位置となってしまったものの、酷薄な面は未だ健在。主人公の世界の常識に匹敵する言動と落ち着きの持ち主だが、料理の腕前は破壊的で、一部には「生物兵器」として名高い。が、ココアや珈琲など飲み物を淹れる腕は良い。「小さくて可愛いもの」には目がなく、よく小動物を拾ったり、ウサギ姿のペーターの正体を知りつつもよろめいたりと、常にかたなし。
爬虫類を思わせる金の瞳に黒髪で、左の首筋には黒いトカゲの刺青があり、ナイトメア同様、普段からモノトーンで統一されたスーツとロングコートを着用。短剣二刀流の凄腕の使い手で、腕前はエースと互角。両腕に革ベルトで装備している、柄まで総鉄製のメインのもの以外にも、右足にズラリと並んだくないサイズのものなど、体中のあらゆる場所にナイフを隠し持っている。『ダイヤ』や『ミラー』でも基本はほぼ変わらないが、着崩したルーズなイメージが強くなり、以前と大きく印象が異なる。
ピアス＝ヴィリエ (Pierce Villier)
声 - 保志総一朗
年齢：16～17歳（便宜上） / 血液型：AB型（便宜上） / 身長：165～170cm
『クローバー』の引っ越しで森に現われた、“眠りネズミ”。好き嫌いを素直に示すあどけない性格で、大きな目をした顔も愛らしい。が、ボリスや双子の門番に苛められて帽子屋屋敷を家出した見た目通りの幼さとは裏腹に、帽子屋ファミリーの現役構成員として拷問や死体・現場の後処理を担当する“掃除屋”の職で重宝される残忍さも持つ。命の危機を感じないウサギのエリオットとペーター、珈琲好きの性分が祟って眠れない自分に睡眠を与えてくれるナイトメアのことは熱烈に慕っているものの、その愛情表現は何かと「ちゅう（キス）」を迫ることであるため、嫌がられている。またほとんどの役持ちから稚拙な物言いやネズミの役割上、バカにされたり嫌悪されることが多く、「嫌われ者」と自らも口にしている。大好きなチーズと甘いものの偏食や拾い癖があり、森を彷徨っていた主人公との出会いを「落し物を拾った」として、主人公を私物化して譲らない。
前髪に黄色のメッシュが入った榛色のワンレングスヘアに、緑の瞳。丸い大きな耳と細長い尻尾は手入れを欠かさない自慢であり、斜めに被った黒い帽子はお気に入り。普段は黄緑のジャケットは、会合では黒のスーツに変わる。

### その他
ロリーナ＝リデル (Lorina Liddell)
声 - 神田みか
アリスの実姉。母の病死後、三姉妹の長女として両親に代わって妹達を育てたことで主人公に慕われ、元の世界への未練の象徴である一方、主人公の初恋のトラウマとして、主人公が自分を卑下して恋愛を遠ざける原因でもある。
キング / ハートの王 (King)
ハートの城の王で、この世界には稀な人の良さ気な初老の男性。
鼻の下の口髭と両脇でカールさせた髪は灰色。真っ赤な貴族服に、金の錫杖を常用。『クローバー』では、会合時にだけ壮年の男性に若返っている。

## 主題歌
全ての曲において、作詞は五月攻、作曲は鞠が担当。
- クローバー
  - オープニングテーマ「Wonderful Wonder World -CLOVER-」 - 歌：ヒサノ
  - エンディングテーマ「迷路の夜明け」 - 歌：frederic "N"、「凍った指きり」 - 歌：ヒサノ
- 新装版
  - オープニングテーマ「Wonderful Wonder World -Clover Extended Remix-」 - 歌：ヒサノ
  - エンディングテーマ「迷路の夜明け-Extended Remix-」 - 歌：frederic "N"、「凍った指きり-Extended Remix-」 - 歌：ヒサノ

## 電子書籍版
【絵ノベル】クローバーの国のアリス
パピレスでゲームのシナリオを絵ノベルという形態にした電子書籍が配信されている。発行はPOPノベルス。選択肢などは入らず、ルートごとのシナリオのみの収録されていて、ストーリーは「ブラッド」「エリオット」「ディー＆ダム」「ビバルディ」「ペーター」「エース」「ボリス」「ピアス」「ナイトメア」「グレイ」の十の物語に分かれており、基本的に各編全て独立した作品である。

## CD
全ての曲において、作詞は五月攻、作曲は鞠が担当。

### イメージアルバム
- Alice in deep forest〜深い森の国のアリス〜
  1. Wonderful Wonder World -CLOVER- - 歌:ヒサノ
  2. 凍った指きり - 歌:ヒサノ
  3. 迷路の夜明け - frederic "N"
  4. if and only if -Instrumental-
  5. Whale - 歌:ヒサノ
  6. 寄り道は長く - 歌:杉山紀彰
  7. 青い鳥のゆくえ - 歌:frederic "N"
  8. Bubble - 歌:平川大輔
  9. Alices Dream -クローバーの国のアリスBGM MIX-
  10. Bubble -Alt Lyrics- - 歌:ヒサノ
  11. Whale -versionII- - 歌:且優矢
  12. 青い鳥のゆくえ -versionII- - 歌:桑村拓朗
  13. 寄り道は長く -Alt Lyrics-  - 歌:frederic "N"
- Alice in deep Sea〜深い海の国のアリス〜
  1. -Interlude- Deep Sea
  2. 底なしの世界 - 歌:且優矢
  3. 賛美 - 歌:QuinRose
  4. あなたに花を - 歌:ヒサノ
  5. 赤の世界 - 歌:最上嗣生
  6. W.Liar - 歌:福山潤
  7. Reminiscences -Alt Lyrics- - 歌:ヒサノ
  8. -Interlude- Water Night
  9. Popular Lover - 歌:杉山紀彰
  10. 白の世界 - 歌:QuinRose
  11. あなたに花を -Alt Lyrics- - 歌:且優矢
  12. 底なしの世界 -Alt Lyrics- - 歌:ソラリズム

### ドラマCD
クローバーの国のアリス〜Wonderful Wonder World〜 ドラマCD 全3巻
初回限定版にのみ、リーフレットに記載はないが、ラストに出演者によるテーマトークが収録されている。また第3巻には更に、コースターも封入。
1. 眠れる森のアリス
2. 忘却の森のアリス
3. 魔法の森のアリス

## 関連書籍

### 漫画
- 一迅社発行（ZERO-SUMコミックスQuinRoseBox）
  - 藤丸豆ノ介作画
    - クローバーの国のアリス〜ブラッディ・ツインズ〜 ISBN：978-4758054300（2009年8月25日）
    - クローバーの国のアリス〜ハートの騎士〜 ISBN：978-4758054720（2009年12月25日）
    - クローバーの国のアリス〜チェシャ猫とワルツ〜（QuinRose携帯サイトにて連載）
      1. ISBN：978-4758054713 （2009年12月25日）
      2. ISBN：978-4758054942 （2010年3月25日）
      3. ISBN：978-4758055208 （2010年6月25日）
      4. ISBN：978-4758055338 （2010年7月24日）
      5. ISBN：978-4758055581 （2010年11月25日）
      6. ISBN：978-4758055697 （2010年12月25日）
      7. ISBN：978-4758056175 （2011年6月25日）

  - よぶ作画 （QuinRose携帯サイトにて連載）
    - クローバーの国のアリス〜ナイトメア〜 ISBN：978-4758054898（2010年2月25日）
    - クローバーの国のアリス〜トカゲの補佐官〜 ISBN：978-4758054904（2010年2月25日）
    - ジョーカーの国のアリス
      1. 〜夜明け前にみる夢〜 ISBN：978-4758055352（2010年7月24日）
      2. 〜真昼にみる夢〜 ISBN：978-4758055703（2010年12月25日）
      3. 〜真夜中におちる夢〜 ISBN：978-4758056199（2010年6月25日）

    - ハートの国のアリス〜騎士の心得〜 ISBN：978-4758056274（2011年7月25日 ※刊行予定の発表のみで未発行）

  - 木崎ナユ作画
    - クローバーの国のアリス 〜白ウサギと時計仕掛けの罠〜
      1. ISBN：978-4758055215（2010年6月25日）
      2. ISBN：978-4758055345（2010年7月24日）
      3. ISBN：978-4758055598（2010年11月25日）

  - 源一実作画
    - クローバーの国のアリス〜黒いトカゲと苦い味〜
      1. ISBN：978-4-7580-5618-2（2011年6月25日）
      2. ISBN：978-4-7580-5626-7（2011年7月25日）
      3. ISBN：978-4-7580-5630-4（2011年9月24日）

  - 浅井西作画
    - クローバーの国のアリス〜騎士の心得〜
      1. ISBN：978-4758056885（2012年2月25日）
      2. ISBN：978-4758057233（2012年6月25日）
      3. ISBN：978-4758057554（2012年12月25日）

  - 岩城そよご作画
    - クローバーの国のアリス〜三月ウサギ〜 ISBN：978-4758055604（2010年11月25日）

  - 七里慧作画
    - クローバーの国のアリス〜双子の恋人〜 ISBN：978-4758056311（2011年8月25日）

  - 架月リョウ作画
    - クローバーの国のアリス〜三月ウサギの革命〜 ISBN：978-4758056892（2012年2月25日）

  - 恋愛おとぎ話
同社の他作品『アラビアンズ・ロスト』『クリムゾン作品二作』も含むアンソロジー
    - 恋愛おとぎ話〜Toy Box〜 藤丸豆ノ介作画 ISBN：978-4758054294（2009年8月25日）
    - 恋愛おとぎ話〜ハッピー・アソート〜 アツキ緑化作画 ISBN：978-4758054737（2009年12月25日）
    - 恋愛おとぎ話〜ショコラ・ドラジェ〜 茶々屋トネ作画 ISBN：978-4758054911（2010年2月25日）
    - 恋愛おとぎ話〜ローズ・プティクール〜 カワハラ恋作画 ISBN：978-4758054959（2010年3月25日）
    - 恋愛おとぎ話〜シャンパン・カーニバル〜 S.濃すぎ作画 ISBN：978-4758055222（2010年6月25日）
- 宙出版発行（ミッシィコミックス）
  - 藤丸豆ノ介 作画
    - アリスin Junk Box〜藤丸豆ノ介アリスシリーズ短編集〜 ISBN：978-4776737230（2014年3月22日）

  - よぶ 作画
    - サヨナラの行方 クローバーの国のアリス〜Wonderful Wonder World〜 ISBN：978-4776738947（2014年12月19日）

### 小説
- 講談社X文庫ホワイトハート発行
  - 魚住ユキコ著
    - クローバーの国のアリス〜Sweet Pain,Bitter Love〜 ISBN：978-4062865906（2009年4月3日）
    - クローバーの国のアリス〜A Little Orange Kiss〜 ISBN：978-4062866132（2009年9月4日）
    - クローバーの国のアリス〜The Daydream Lover〜 ISBN：978-4062866262（2009年12月3日）
- 文月ナナ作画 一迅社文庫アイリス発行
  - 館山緑著
    - クローバーの国のアリス〜ガーディアン・ゲーム〜 ISBN：978-4758040792（2009年6月20日 ※限定版はドラマCD付き）

  - 白川紗奈著
    - クローバーの国のアリス〜ホワイト・コーリング〜 ISBN：978-4758041409（2010年2月19日）
    - クローバーの国のアリス〜プロミス・レッド〜 ISBN：978-4-758041454（2010年3月20日）

### その他
- ピクト・プレス発行
  - クローバーの国のアリス〜Wonderful Wonder World〜 公式ファンブック ISBN：978-4904312087（2008年7月23日）
- 宙出版発行
  - Wonderful Wonder Book Alice Archives RedCover ハート&クローバー&ジョーカーの国のアリス 公式副読本 ISBN：978-4776795643（2010年2月10日）
  - Wonderful Wonder Book Alice Archives Greencover〜ハート&クローバー&ジョーカーの国のアリス SS&イラスト集〜 ISBN：978-4776795681（2010年5月10日）
  - 新装版クローバーの国のアリス〜Wonderful Wonder World〜 公式ビジュアルファンブック　ISBN：978-4776796503（2015年2月27日）